# Blagnac
Blagnac är en kommun i departementet Haute-Garonne i regionen Occitanien i södra Frankrike. Kommunen ligger i kantonen Blagnac som tillhör arrondissementet Toulouse. År 2022 hade Blagnac 27 314 invånare. Staden är värd för Aeroscopia flygmuseum.

## Befolkningsutveckling
Antalet invånare i kommunen Blagnac
Referens:INSEE